# Siège de Sadr City
Pour les articles homonymes, voir Siège de Bagdad.
Guerre d'Irak
Le siège de Sadr City désigne le blocus du district chiite de Bagdad mené par les forces irakiennes et américaines dans une tentative de détruire l'Armée du Mahdi de Moqtada al-Sadr.
Il débute en avril 2004 avec l'insurrection des partisans d'al-Sadr contre l'Autorité provisoire de la coalition et prend fin en mai 2008 avec les offensives gouvernementales irakiennes.

## Historique

### Début du siège (2004-2005)

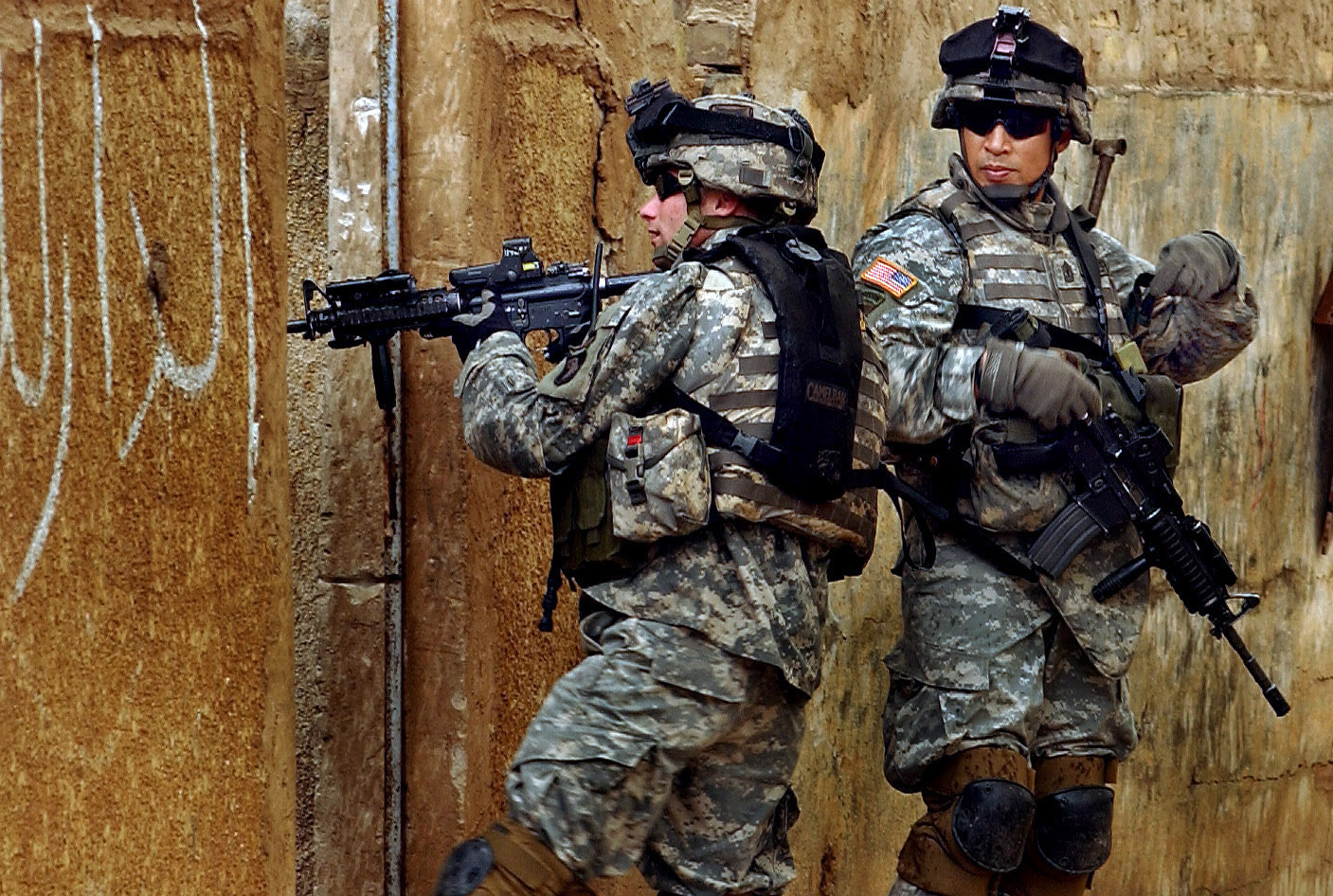
Deux soldats américains de la aéroportée lors d'une patrouille à Sadr City en février 2006.

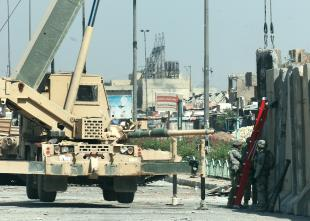
Troupes américaines de la du génie mettant en place des barrières de béton dans le sud de Sadr City, 3 mai 2008.

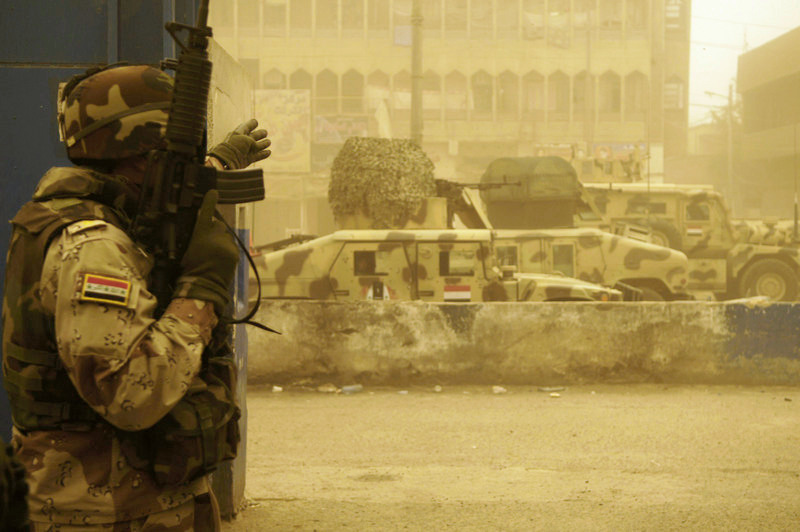
Soldat de la irakienne à Sadr City, 17 avril 2008.

Il débute en avril 2004 lors d'une insurrection contre l'Autorité provisoire de la coalition à la suite du bannissement du journal « Mouvement sadriste » pendant la guerre d'Irak. Le 4 avril, des insurgés tendent une embuscade à une patrouille de la 1re division de cavalerie US et à la police irakienne. 8 soldats américains sont tués et 51 autres blessés dans les combats.
Des renforts américains arrivent dans la ville, permettant la reprise de lieux-clés tels que les postes de police (35 insurgés sont tués dans des échanges de tirs tandis que le Ministère de la santé irakien monte le bilan à plus de 500 tués).
Bien que les rues étroites de Sadr City rendent les mouvements des blindés difficiles, les Américains mènent des patrouilles multiples de jour comme de nuit. Dans les mois qui suivent, le district est le théâtre de combats fréquents et d'attentats malgré plusieurs cessez-le-feu ordonnés par Moqtada al-Sadr, chef de l'insurrection chiite.
L'Armée du Mahdi bombarde la zone verte grâce à l'emploi de mortiers et de roquettes depuis le district chiite. Ces attaques sont stoppées après l'envoi d'hélicoptères d'attaque AH-64 Apache, annihilant une équipe de mortier. Des rapports irakiens et US spéculent quant à l'entraînement des insurgés chiites par les forces spéciales iraniennes. La sécurisation du district est  rendue d'autant plus difficile par la présence d'engins explosifs improvisés sur la route principale, stoppant net le trafic civil.

### Violences interconfessionnelles (2006-2007)
Voir 23 November 2006 Sadr City bombings (en)
À partir de 2006, alors que 80 % de Bagdad est estimée aux mains des insurgés, des rivalités éclatent entre les chiites (dont l'Armée du Mahdi) et les groupes sunnites. Les attentats d'Al Qaïda contre la population chiite provoquent la mort de 215 civils et font 275 blessés.

### Offensive de 2008
Dans le contexte de l'offensive gouvernementale de 2008, qui culmine avec la sanglante bataille de Bassorah, les Irakiens tentent de reprendre le contrôle du district. Le Premier ministre irakien Nouri al-Maliki impose un couvre-feu à Bagdad en raison de l'intensification des combats.
Entre le 23 et 28 mars, 180 insurgés et 150 civils sont tués. Le même jour, 500 policiers irakiens désertent et rejoignent l'Armée du Mahdi.
En avril, les Américains viennent soutenir l'armée irakienne. Des drones MQ-1 Predator ciblent les équipes de mortiers et de roquettes insurgées.
Le 3 mai, les M270 LMRS américains détruisent un centre de commandement de l'insurrection, endommageant l'hôpital situé à proximité et blessant 28 civils irakiens.

## Bilan et conséquences
Les opérations de contre-insurrection prennent fin le 11 mai 2008 par un cessez-le-feu négocié entre l'Alliance irakienne unifiée et le courant sadriste, les Américains n'étant pas mentionnés dans l'accord; ce texte autorise l'armée irakienne à entrer dans la ville et prévoit la restauration des autorités civiles, le désarmement des milices et le retour des familles sadristes dans leurs provinces d'origine. 300 à 350 soldats irakiens et américains ont été tués dans les combats tandis que les insurgés chiites ont environ 1 861 à 2 500 tués. 616 civils ont également été tués, notamment dans des attentats.